# Église Saint-Paul de Cray
L'église Saint-Paul de Cray est une église située dans l'ancienne commune de Cray, aujourd'hui hameau de la commune de Saint-Marcelin-de-Cray dans le département français de Saône-et-Loire et la région Bourgogne-Franche-Comté.

## Historique
Cette église de dimensions modestes est un édifice du XIIe siècle, qui présente une architecture typique de l'art roman.
Elle a pour particularité remarquable d'offrir une très belle unité architecturale, puisque la nef, le chœur, l'abside et le clocher sont romans.
Au cours d'une restauration effectuée dans les années 80, plusieurs peintures murales ont été découvertes dans l'abside, restaurées et sauvegardées (représentant des Apôtres et des Évangélistes).

## Protection
Elle est classée au titre des monuments historiques depuis le 19 septembre 1931.

## Description
L'église se compose d’une nef de trois travées, d’une travée sous clocher et d’une abside.
La façade offre un beau décor roman : avant-corps avec arcatures lombardes, portail avec deux colonnes, chapiteaux sculptés de volutes et de fruits. 
Le clocher, qui est à deux étages, présente des bandes lombardes et des baies géminées avec des colonnettes accolées. 
La couverture, faite de laves, est soulignée par des modillons sculptés de têtes. 
L’intérieur de l'édifice est voûté en berceau brisé, avec des arcs-doubleaux retombant sur des pilastres aux dosserets simples. 
Des baies s’ouvrent seulement sur le flanc sud et dans l’abside.

## Mobilier
La base Palissy recense deux éléments de mobilier protégés au titre des Monuments historiques :
- une croix de procession en cuivre du XIIIe siècle[3] ;
- une statue en bois du Christ en croix du XVe siècle[4].

Y est également visible une statue restaurée de saint Paul, saint patron de l'église, représenté chauve et barbu, avec l’épée, instrument de son martyre (autel latéral gauche).
À gauche de l'entrée est conservée l'une des plus anciennes cloches visibles en Saône-et-Loire, qui daterait du XIIe ou du XIVe siècle. Cette cloche – avec joug et ferrures – protégée au titre des Monuments historiques par un arrêté d'inscription en date du 22 novembre 2021 présente une forme singulière, dite « de pain de sucre » : toute en hauteur, la bouche s'évasant peu par rapport au reste de la robe.

## Culte
Édifice consacré du diocèse d'Autun relevant de la paroisse des Monts-du-Charolais (siège à Saint-Bonnet-de-Joux) – qui en est affectataire au titre de la loi de 1905 –, l'église de Cray (commune jusqu'en 1861, année de la fusion avec Saint-Marcelin) est, plusieurs siècles après sa construction, un lieu de culte catholique.